# Iamorô
Iamorô, (em iorubá: Ìyámorò; lit. "mãe dos fundamentos") é a sacerdotisa responsável pelo Ipadê de Exu, juntamente com Agimuda. Seu objetivo maior é retirar o Ajé (Energias negativas) e reverenciar os ancestrais, tendo importância fundamental no ibá de Exu e rituais de Axexê (cerimonia fúnebre).   